# Classici Audacia
Classici Audacia è stata una serie a fumetti edita in Italia dalla Arnoldo Mondadori Editore negli anni sessanta; rappresenta l'esordio in Italia del fumetto franco-belga con famose serie come Michel Vaillant, Blake e Mortimer, Blueberry e altre di importanti autori come Albert Uderzo e Hermann.